# 飞行操纵面
航空器飞行操纵装置使得驾驶员能够调整和控制航空器的飞行姿态。
有效飞行操纵装置的产生是航空器发展过程中至关重要的一步。早期的固定翼航空器设计工作，在如何使航空器能够产生足够升力离开地面方面获得了很大的成功，但是一旦离开地面，航空器就变成不可操纵的了，经常造成灾难性后果。有效飞行操纵装置产生的目的就是让航空器能够进行稳定的飞行。
本文描述了常规固定翼航空器中所使用的操纵装置。其他构型的固定翼航空器可能使用了不同的操纵面，但基本原理仍然相同。而旋翼类航空器（直升机和自转旋翼机）的操纵装置则与固定翼航空器完全不同。

## 运动轴
從運動學上來講，航空器的運動可以分解為三維空間內質點的平動和航空器以自身質心為中心的轉動。航空器姿態實際上就是指在不考慮與位置變化有關的平動情況下，航空器在以質心為原點的三維直角坐標系中的轉動情況。換句話說，就是航空器繞通過其質心並相互垂直的三個軸的自由旋轉情況。為了能夠控制航空器姿態，駕駛員應能操縱航空器在這些軸上的旋轉運動。上述與航空器旋轉運動有關的三個軸與立體空間的三軸(Axis)是相同的，分別被大家稱為XYZ軸，其具體專用的三軸名稱為：
X軸稱為Longitudinal Axis軸(縱軸)：從前至後穿過航空器。這個軸上的旋轉運動被稱為「滾轉」(Roll)。滾轉改變航空器機身平面相對於重力方向的角度。駕駛員可通過增加一側機翼升力並減少另一側升力來改變坡度。升力的差異導致航空器繞縱軸的滾轉運動。副翼是主要的滾轉操縱裝置。方向舵對滾轉也有副作用。大型飛機上，有時也採用打開單側擾流板的方法加速滾轉。
Y軸稱為Lateral Axis軸(橫軸)：從左右兩側穿過航空器。這個軸上的旋轉運動被稱為「俯仰」(Pitch)。俯仰改變航空器機頭在垂直面的上下運動的指向，即向上或是向下。升降舵是主要的俯仰操縱裝置。

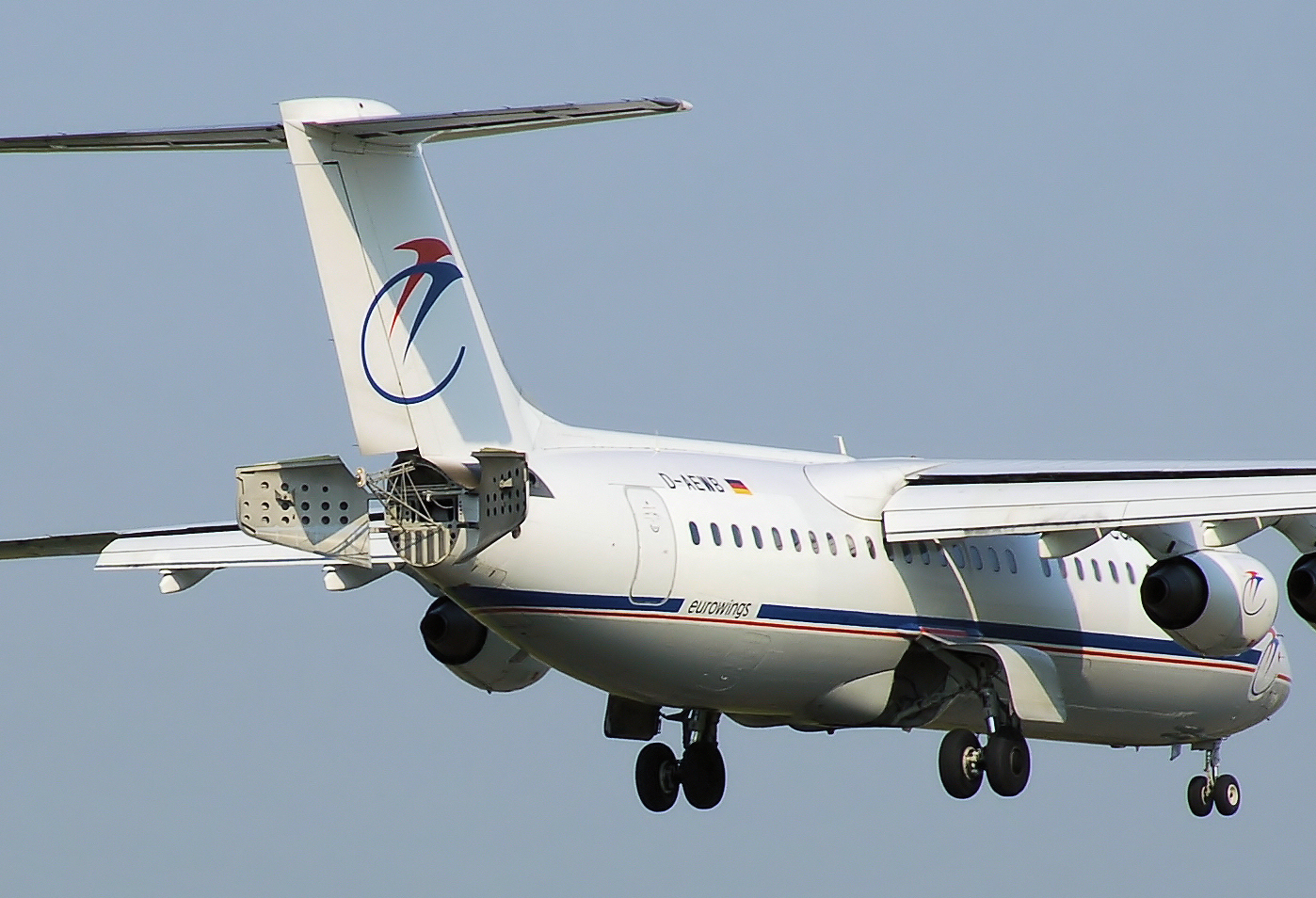
機尾扰流板

Z軸稱為Vertical Axis軸(垂直軸)：自上而下穿過航空器。這個軸上的旋轉運動被稱為「偏航」(Yaw)。偏航改變航空器機頭在機身平面上的指向，即向左還是向右。在固定翼航空器上，主要的偏航操縱一般是由方向舵來實現的。副翼對偏航也有副作用。
特別强调的一点是，这三个虚拟的轴是随航空器一起运动的，而不是相对于地面静止的。当航空器运动的同时，这些轴相对于地面不但位置上会发生改变，方向也会发生改变，但相对于航空器机身却是没有变化的。例如，当一个航空器左侧机翼垂直指向地面时，此时航空器的垂直轴与地面平行，而横轴则垂直于地面（不考虑机翼反角）。

## 主操纵面

方向舵与升降舵的示意图

主操纵面通过铰链、滑轨、鋼繩、液壓、線控等各種方式连接在机身上，所以它们可以移动并使流过的气流发生偏移。这种气流方向变化产生的不平衡力使得航空器绕有关轴线旋转。
- 副翼——安装在每个机翼靠近翼尖的位置，两侧的运动方向相反。当驾驶员向左移动驾驶杆或逆时针转动驾驶盘时，左侧副翼会向上运动，而右侧副翼则向下运动。向上的副翼减小所在机翼的升力，而向下的是增加升力，这样驾驶杆向左移动导致左侧机翼下降而右侧机翼上扬。因此使航空器产生向左的坡度，但並不會轉彎。将驾驶杆移动到中立位置，副翼也回到中立位置，航空器会保持坡度，這時將駕駛桿向後帶桿，航空器開始轉彎，直到施加相反的副翼操纵使坡度为零改为直飞。

- 升降舵——分别安装在机身尾部两侧水平安定面的后缘上。它们一同向上和向下移动。当驾驶员向后拉驾驶杆时，升降舵向上运动。前推驾驶杆时，升降舵向下运动。上扬的升降舵给机尾一个向下的力，而导致机头向上仰。这使机翼的气动迎角增加，产生更大的升力和阻力。驾驶杆回到中立位置后，升降舵也回到中立位置，飞机的俯仰变化停止。许多航空器使用全动平尾（一个可活动的水平安定面）来取代升降舵。升降舵除了改變俯仰外也是航空器轉彎的主要操縱面。

- 方向舵——安装在机身尾部垂直安定面的后缘上。当驾驶员蹬左脚踏板时，方向舵向左偏移。蹬右脚踏板导致方向舵向右偏移。向右偏移的方向舵会在机身尾部产生向左的力，导致机头向右偏航。方向舵脚踏板回中立位置后，方向舵也回到中立位置，飞机停止偏航。

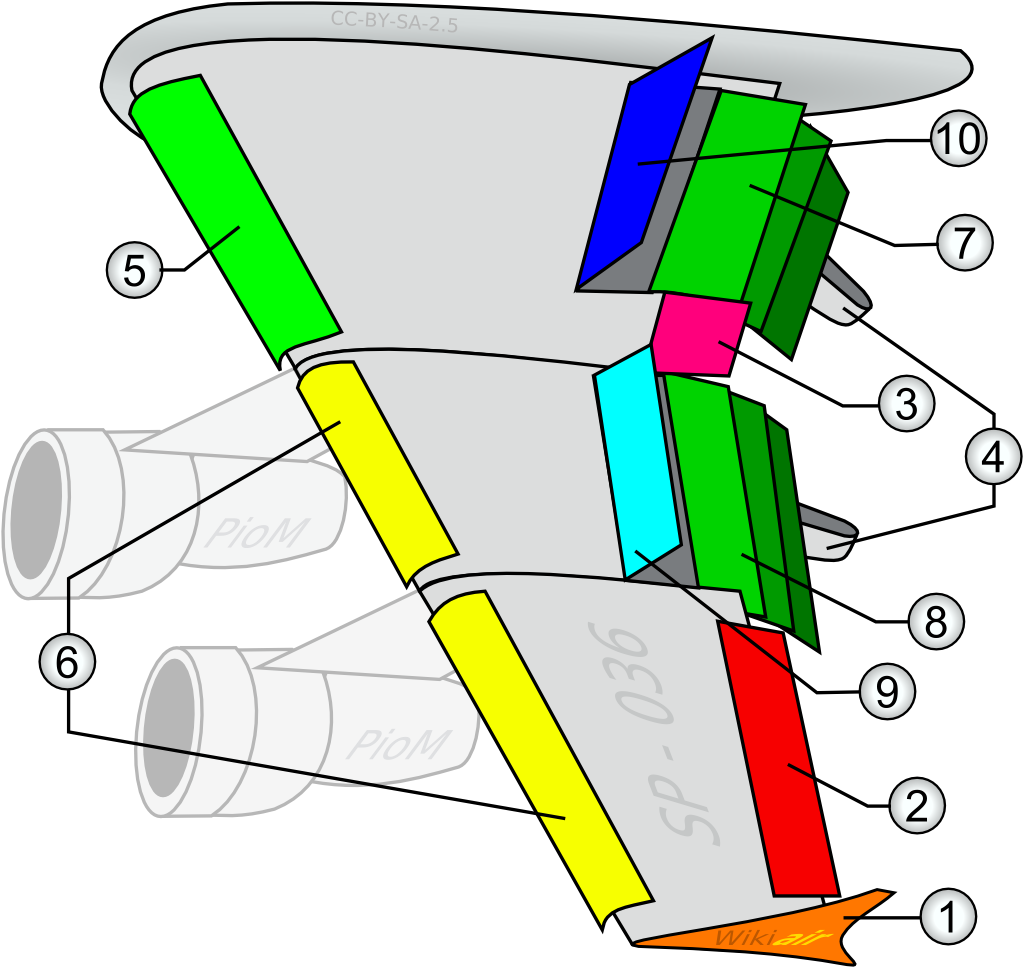
机翼上的操纵面与附属装置
1. 翼尖小翼
2. 低速副翼
3. 高速副翼
4. 襟翼滑轨整流罩
5. 前缘襟翼——克鲁格襟翼
6. 前缘缝翼
7. 内侧襟翼
8. 外侧襟翼
9. 扰流板
10. 扰流板——减速板
注1：以上仅为示意图，在具体机型上，各位置上部件因设计理念的不同，其实际构型、功能和名称也有可能不同。
注2：图中7和8所反映的是襟翼的三个不同工作位置，而非三层襟翼。

### 主操纵面的副作用
- 副翼——副翼主要是用于控制坡度。机翼的气动特性决定了：只要升力增加，诱导阻力也会增加。当向左移动驾驶杆使航空器向左压坡度时，右侧副翼是向下的，使右侧机翼的升力增加，因此右侧机翼的诱导阻力也增加。其结果导致航空器向右偏航，与副翼操纵所要达到的机头偏航方向正好相反，这种情况被称为反向偏航。这样当向左移动驾驶杆使航空器向左压坡度时就会导致机头有向右的偏转。反向偏航对具有较长机翼的轻型航空器有更大的影响，例如滑翔机。这时就需要驾驶员操纵方向舵来抵消反向偏航的影响。“差动副翼”是一种通过特殊的机构使向下运动的副翼偏移量小于向上运动的副翼，从而减弱反向偏航效应。

- 方向舵——使用方向舵导致一侧机翼运动速度比另一侧的快。速度的增加意味着升力的增加，因此使用方向舵会产生滚转效应。另外，由于方向舵位置一般都高于航空器的重心，这样作用在方向舵侧向力就会在机身上产生力矩，使航空器产生反向坡度。操纵方向舵向右不仅使机尾向左、机头向右运动，还会使航空器自旋，就像要进行左转弯一样。在所有的操纵输入中，方向舵的操纵输入能产生最大的反向作用。因此在轻型航空器上，副翼和方向舵通常都一起使用。当向左转弯时，驾驶杆向左移动，同时要以足够量蹬方向舵左脚踏板。如果左脚踏板操纵量过大，则会导致航空器发生侧滑，然后进入尾旋（也称螺旋）。然而，在轻型航空器上只使用方向舵而不是副翼来改变飞行路线也不失为一个好方法，因为这时驾驶员的双手可以解放出来，以便执行更多的任务，例如查看航图等。

航空器轉彎與船隻不同，航空器是三度立體空間，與二度空間操縱概念不一樣，航空器操縱轉彎主要裝置，不是方向舵，也不是使用副翼，是升降舵；簡單比喻，當航空器平飛時，單純的持續維持升降舵向後的操縱壓力時，即可完成一個向上垂直90度改變360度的平面即為「觔斗」，這平面若為水平即為「平飛轉彎」，所以要操縱航空器轉彎的操作順序是：先以副翼建立航空器所需轉彎率的坡度後，同時增加應有的升降舵向心力即可進行「平飛轉彎」，因此航空器轉彎，副翼是建立飛機坡度時使用的，是轉彎的輔助裝置，飛機轉彎的主操縱面是「升降舵」。因為，僅僅操縱副翼建立航空器坡度後，航空器並不會轉彎，但因建立坡度後機翼升力減少，這時因地心引力的關係，較重的機頭會持續下垂，直至機頭垂直地面，應使用升降舵向後，使機頭向後以增加機翼上的升力，才能維持航空器「平飛」，此時會在水平方向上產生一個與偏轉坡度方向一致的分力，該分力垂直於航空器的飛行方向，這樣航空器就會在這個分力的作用下做向心運動，也就是「向心力」，從而導致航向改變實現轉彎。但以上的論述是理論，但航空器實際轉彎的操作概念及順序是：當航空器需要以多少轉彎率轉彎時，就應先建立應有的坡度，同時增加應有的升降舵向心力(增加G力)及適當推力，航空器即能達到所需的轉彎率、高度及速度的「平飛轉彎」；因此要增加轉彎率，坡度就需越大，也必須增加更多的升降舵向後力量，以增加向心力(G力)，航空器轉彎就越快，像現行戰鬥機即需執行將近90度坡度及接近人體操作極限的9個G的小轉彎(急轉彎)實施戰鬥，而民航機通常僅需以30度坡度及稍大於平飛一個G的G力做平飛大轉彎即可，相同的速度與坡度，所有航空器的轉彎率、半徑都相同(各坡度所需G力可參考相關書籍)，相同的，如果增加的向心力大於坡度所需G力即是「上升轉彎」，向心力小於坡度所需G力即是「下降轉彎」。

### 其他形式的主操纵面
有些航空器构型的主操纵系统是非标准的。例如有些航空器整个水平尾翼可以改变角度，而不在其后缘安装升降舵。大多数超音速航空器都有全动水平尾翼。一些航空器有V型尾翼，在它们后缘上的活动部分整合了升降舵和方向舵的功能。三角翼航空器可能会在其机翼后缘有升降副翼，此装置整合了升降舵和副翼的功能。

## 辅助操纵面

### 配平
配平操纵使驾驶员能够在很宽的载荷和空速范围内，平衡由机翼和操纵面产生的升力和拉力。这样可以降低调整或保持希望的飞行姿态所需的力量。对于具有可逆操纵系统的航空器，通过配平可大大降低驾驶员在操纵方面的工作强度。
- 配平片——用于调整有关的主操纵面位置。它们经常是通过铰接方式安装在操纵面的后缘，并可在驾驶舱内操纵其动作。某些轻型航空器上的配平片是一块固定的金属片，可在地面对其弯度进行调整，但在飞行中不能控制。配平片通过改变气流方向产生气动力使主操纵面保持在希望的位置上。因为它们位于主操纵面支点的最远端，则只需要产生较小的气动力就可通过杠杆作用实现偏移主操纵面的目的。

- 全动水平尾翼——除了甚轻型航空器，升降舵上的配平片无法为重量较大的航空器提供足够的配平力和运动范围。为了提供合适的配平力，整个水平尾翼被做成俯仰角度可调整的。这样可使驾驶员能够调整水平尾翼升力的大小和方向，起到部分升降舵的作用，从而降低来自升降舵的反作用力。

最简单的配平方法是利用弹簧在驾驶员的操纵装置上施加相应的力达到配平效果。
实施某些飞行时，需要使用大量配平以使航空器保持预定的攻角。这主要适用于慢速飞行，此时需要保持机头朝上的姿态。
配平不仅用于升降舵，也用于方向舵和副翼，以抵消滑流或重心偏向一侧的影响。

### 其他操纵
- 扰流板——一般扰流板对称分布在两侧机翼的上表面上，数量视机型不同多少不一。扰流板工作时，会扰乱流经机翼上表面的气流，使得气流速度降低、涡流增加，从而导致机翼上的升力下降、阻力增加。扰流板对称使用时，可起到减速板的作用，减少升力增加阻力，这在航空器调速或着陆减速时经常使用。在高升力、低阻力航空器（例如滑翔机）上，扰流板用于扰乱流经机翼表面的气流，大幅度减少升力。这使得滑翔机驾驶员能够在不使空速过度增加的情况下迅速降低高度，例如在着陆时因下滑角过小导致滑翔机进场高度过高时即可使用。扰流板也可不对称使用，导致两侧机翼升力不对称，这时可起到操纵航空器滚转的作用。通常在大型飞机上采用这种操作来配合副翼或襟副翼以便提高滚转操纵功效。

- 襟翼——一般安装在机翼后缘靠近翼根的地方。它们向下或下后方偏移增加机翼的弯曲度，提高升力系数，使得升力增加，当然这也会使机翼的失速速度降低。襟翼一般在低速、高飞行攻角的情况下使用，如着陆前的下降过程中。起飞时为了增加升力也会使用襟翼，但其偏移量较小。一些航空器上还设有襟副翼，巡航飞行时可代替副翼用作滚转操纵，以避免副翼在高速飞行中产生的气动弹性问题。

- 缝翼——是通常附加在机翼前部的一种增升装置，工作时与机翼主体之间形成沿展向的缝隙，使得机翼下表面气流能够经缝隙流到上表面。它可通过改变机翼上表面的流场降低失速速度。缝翼有固定式的也有可收放的。固定式可以为航空器提供优秀的低速性能以及短距起降能力，但在高速情况下性能较差。可收放式能够在起飞着陆时为航空器提供较大的升力，而巡航时则收回，不致影响机翼的高速性能，目前大多数客机都采用了这种方式的缝翼。

- 减速板——通常用在高速航空器上，用于增加航空器的阻力，同时不改变升力的大小。减速板和扰流板有时是同一个装置，例如在大多数大型客机上扰流板和减速板合为一体，同时起到减小升力和降低航空器运动速度的作用。地面扰流板就是减速板和扰流板的组合体，航空器接地时，扰流板（减速板）展开产生气动阻力帮助航空器减速，同时也产生向下的力以辅助航空器制动，并使航空器能够牢牢贴在地面上。常规轮式刹车在高速情况下经常是无效的，因为高速时刹车往往会因过热而失效。因此着陆制动初期使用减速板和扰流板，增加航空器阻力，从而降低航空器速度至常规刹车能够正常工作的范围。在大型喷气式飞机上还常常使用发动机反推来帮助减速，而螺旋桨式飞机则可能采取螺旋桨反桨方式获得反向推力来帮助减速。